# Прокоповичи (дворянский род)
Прокоповичи (пол. Prokopowicz) — дворянский род.
Предки фамилии Прокоповичей, пользуясь дворянскими правами и преимуществами, с 1583 года владели недвижимым имением с крестьянами в Новогрудском повете. Потомки этого рода, продолжая пользоваться правами предков, владели как наследственными, так и приобретенными недвижимыми имениями.

## Описание герба
В золотом щите три черных копейных острия вертикально вверх.
На щите дворянский коронованный шлем. Нашлемник: три страусовых пера, из них среднее — чёрное, а крайние — золотые. Намёт на щите чёрный, подложенный золотом. Герб рода Прокоповичей внесен в Часть 12 Общего гербовника дворянских родов Всероссийской империи, стр. 45.